# Kosmos 869
Kosmos 869 (ryska: Космос-869) var en obemannad testflygning i Sovjetunionens Sojuzprogram. Farkosten sköts upp från Kosmodromen i Bajkonur den 29 november 1976 med en Sojuz-raket. 
Flygningen gjordes för att testa en ny variant av Sojuz kallad Sojuz 7K-S. Farkosten återinträdde i jordens atmosfär och landade i Sovjetunionen arton dagar efter uppskjutningen.